# الکساندر کالیتوف
الکساندر کالیتوف (اوکراینی: Олександр Володимирович Калітов؛ زادهٔ ۲۹ سپتامبر ۱۹۹۳) بازیکن فوتبال اهل اوکراین است.
از باشگاه‌هایی که در آن بازی کرده‌است می‌توان به باشگاه فوتبال چورنومورتس اودسا و باشگاه فوتبال متالورگ دونتسک اشاره کرد.